# Yazeli
Yazeli ist ein Dorf (Köy) im Landkreis Mazgirt der türkischen Provinz Tunceli. Im Jahr 2011 lebten in Yazeli 77 Menschen.